# Gobierno por decreto
El Gobierno por decreto es un estilo de gobierno que permite la creación rápida e incuestionable de la ley por una sola persona o grupo, y es utilizado principalmente por gobiernos autocráticos y en caso "excepcional" por gobiernos de países libres bajo limitaciones constitucionales y legales.
La expresión también se usa a veces cuando se describen acciones de un gobierno que se percibe que ignora indebidamente el escrutinio constitucional. El gobierno por decreto permite al gobernante crear leyes arbitrariamente, sin la aprobación de una asamblea legislativa.
Cuando existen estados de emergencia como la ley marcial, el gobierno por decreto es común. Si bien el gobierno por decreto es fácilmente susceptible a los caprichos y la corrupción de la persona en el poder, también es altamente eficiente: una ley puede tardar semanas o meses en aprobarse por el órgano legislativo, pero puede ser creada con el trazo de un lápiz por un líder gobernando por decreto. Esto es lo que lo hace valioso en situaciones de emergencia. Por lo tanto, está permitido bajo ciertas circunstancias por muchas constituciones, entre las cuales está la Constitución francesa, la Constitución argentina, la Constitución peruana la Constitución india, etc.

## Situación legal
Varias figuras legales basadas en esta noción de decretos son utilizadas por las Presidencias de México, Francia y Argentina, así como los premieratos de la Mancomunidad de Naciones mediante las Órdenes en el Consejo. Pueden gobernar por decreto en emergencias nacionales, sujeto a limitaciones constitucionales y legales. En el caso de Francia, este poder ha sido utilizado una sola vez, por Charles de Gaulle en 1961 durante la Guerra de Argelia.

#### Argentina
La Constitución Argentina crea la figura del Decreto de necesidad y urgencia (DNU), que han sido utilizados por las Presidencias en múltiples ocasiones para legislar ordinariamente por conveniencia sin razones objetivas de necesidad y urgencia; además los decretos siguen vigentes así haya concluido la emergencia y no existe un control efectivo del Congreso ya que no hay un plazo máximo para que lo apruebe, y para que deje de tener vigencia y sea derogado debe ser rechazado por ambas cámaras, por lo que si sólo una lo aprueba, el decreto sigue surtiendo efectos, al igual que si no es tratado por alguna. Desde 2002 hasta octubre de 2022 se han firmado más de 1000 DNU.
La llegada al poder de Javier Milei en 2023 con muy pocos legisladores propios lo llevó a utilizar profusamente esta herramienta. En particular, el DNU 70/2023 fue comparado con una reforma constitucional. Una parte del mismo fue anulado por la Justicia por inconstitucional, mientras que el Senado votó por rechazarlo en su totalidad. Sin embargo, a seis meses de su publicación, la Cámara de Diputados no lo ha tratado y, por lo tanto, sigue vigente.

#### Irlanda
La Ley de poderes de emergencia de Irlanda permite al gobierno gobernar mediante decretos llamados Órdenes de poderes de emergencia en cualquier aspecto de la vida nacional, si el parlamento invoca la cláusula de emergencia en el artículo 28(3) de la Constitución. Sin embargo, la ley permite a la cámara baja anular las órdenes específicas en una votación libre o terminar el estado de emergencia en cualquier momento.

#### Perú
Tanto en las Constituciones de 1979 y 1993 se concede a la Presidencia de la República la figura del Decreto de urgencia en «materia económica o financiera» bajo los requisitos de «carácter extraordinario» y el «interés nacional» los cuales son de carácter abierto y por cuanto su interpretación queda a merced de la discreción de la Presidencia, además siguen vigentes pasada la "urgencia" y no hay un control por parte del Congreso ya que no es obligatoria su aprobación simplemente que sea notificado, traspasando  fácilmente el principio de separación de poderes. Entre el periodo de 1980 - 2003 la Presidencia ha expedido 3611 decretos de urgencia.
Cuando la Presidencia haya disuelto el Congreso, solo si este ha denegado dos veces la cuestión de confianza a nombre del Consejo de Ministros, puede legislar autónomamente fuera del límite de materia económica o financiera, como sucedió durante el interregno producido por la disolución del Congreso de 2019, el presidente Martín Vizcarra legisló mediante 68 decretos de urgencia.

## Ejemplos históricos destacados

### Ley Titia y segundo triunvirato
Uno de los primeros ejemplos de gobierno por decreto fue en la antigua República Romana cuando, después del asesinato de Julio César en el año 44 aC, su sucesor, Cayo Octavio (Augusto), el general Marco Antonio y el siguiente pontífice máximo Emilio Lépido tomaron el poder en el Segundo Triunvirato, reconocido oficialmente por el Senado por el decreto Ley Titia. La resolución, que dio a los tres "triumvirs" poderes autoritarios durante cinco años, fue promulgada y reinstaurada consecutivamente en 38 a. C. Finalmente colapsó en 33/32 a. C., después de la caída de Lépido, lo que llevó a la guerra final de la República Romana y al colapso total del gobierno republicano.

### Decreto del Incendio del Reichstag del 28 de febrero de 1933
El ejemplo más prominente en la historia es el Decreto del Incendio del Reichstag. El presidente alemán, Paul von Hindenburg, fue convencido por Adolf Hitler de emitir un decreto que suspendía los derechos civiles básicos indefinidamente. Como resultado de este decreto, las autoridades nazis pudieron suprimir o encarcelar constitucionalmente a su oposición, lo que a su vez allanó el camino para el gobierno de partido único del Tercer Reich. El estado de excepción resultante, que suspendió la Constitución sin revocarla, duró hasta el final del Tercer Reich.

### Emergencia en la India (1975-1977)
Durante la Emergencia India de 1975 a 1977, la primera ministra Indira Gandhi presionó al presidente de India para que declarara el estado de emergencia, otorgándole poderes absolutos para gobernar por decreto. Utilizando estos nuevos poderes, anuló la sentencia de un tribunal regional que invalidaba la elección de Gandhi al Parlamento por fraude y que le prohibía participar en elecciones durante seis años. Tras asumir poderes casi dictatoriales, detuvo a miles de políticos de la oposición, suspendió el habeas corpus y reprimió la libertad de prensa. En 1977, aceptó volver a convocar elecciones, que perdió estrepitosamente. Posteriormente dimitió como primera ministra y líder del partido.

### Crisis constitucional rusa (1993)
Desde el 23 de septiembre (dado el efecto real del 4 de octubre después de la disolución armada del Soviet Supremo) hasta el 12 de diciembre de 1993, el presidente Borís Yeltsin impuso un régimen por decreto (ucases) en Rusia durante la transición de la Constitución rusa de 1978 (que era modelado según la obsoleta Constitución soviética de 1977) a la actual Constitución de 1993.

### Venezuela (2000-)
El presidente venezolano Hugo Chávez recibió el poder ejecutivo de la Asamblea Nacional para gobernar por decreto en múltiples ocasiones a lo largo de su periodo de gobierno, aprobando cientos de leyes. Chávez gobernó Venezuela por decreto en 2000, 2001, 2004, 2005, 2006, 2007, 2008, 2010, 2011 y 2012. Solo entre 2004 y 2006, Chávez declaró 18 "emergencias" para gobernar por decreto.
El sucesor de Chávez, Nicolás Maduro, también gobernó por decreto en múltiples ocasiones desde que ocupó el poder en abril de 2013. El presidente Maduro ha gobernado Venezuela por decreto durante la mayoría del período desde el 19 de noviembre de 2013 hasta 2017.

## La crítica de Giorgio Agamben al uso de decretos ley
El filósofo italiano Giorgio Agamben ha afirmado que ha habido una explosión en el uso de varios tipos de decretos (decreto ley, decretos presidenciales, órdenes ejecutivas, etc.) desde la Primera Guerra Mundial. Según él, este es el signo de una "generalización del estado de excepción".